# Благовєщенське (Воскресенський район)
Благовєщенське (рос. Благовещенское) — село в Воскресенському районі Нижньогородської області Російської Федерації.
Населення становить 57 осіб. Входить до складу муніципального утворення Благовєщенська сільрада.

## Історія
Від 2009 року входить до складу муніципального утворення Благовєщенська сільрада.

## Населення
| 1999 | 2002 | 2010 |
| ---- | ---- | ---- |
| 74   | ↗89  | ↘57  |